# 初恋のひと
「初恋のひと」（はつこいのひと）は、1969年1月21日に発売された小川知子の4枚目のシングル。

## 解説
- オリコンチャートの週間順位で最高4位を獲得し、累計売り上げは32.6万枚を記録。小川のシングルとしてはデビューシングルである「ゆうべの秘密」（1968年）に次ぐヒットとなり、1969年末の『第20回NHK紅白歌合戦』へ2年連続2回目の出場を果たし、表題曲を披露した。

- 1969年2月24日に生放送の音楽番組『夜のヒットスタジオ』（フジテレビ系）に出演し、表題曲を歌唱した。しかし同年の2月12日、当時小川の恋人だったカーレーサーの福澤幸雄が試験走行中に事故死してしまったことから、同曲の2番目の歌唱中に泣き崩れ歌えなくなってしまうハプニングが発生した[2]。

## 収録曲
- 両楽曲共に、作詞：有馬三恵子／作曲：鈴木淳／編曲：川口真

1. 初恋のひと
2. ふたりになりたい

## カバー
- 都はるみ（1969年、アルバム『恋の奴隷』収録）
- 山口百恵（1973年、アルバム『青い果実/禁じられた遊び』収録）
- Mi-Ke（1991年、アルバム『懐かしのブルーライトヨコハマ ヨコスカ』収録）
- O's（2005年、シングル「あなたとならば / 初恋のひと」[3]）